# Myall Lakes National Park
Myall Lakes National Park är en park i Australien. Den ligger i delstaten New South Wales, i den sydöstra delen av landet, omkring 190 kilometer nordost om delstatshuvudstaden Sydney. Myall Lakes National Park ligger 1 meter över havet.
Runt Myall Lakes National Park är det glesbefolkat, med 9 invånare per kvadratkilometer.. Närmaste större samhälle är Bulahdelah, omkring 15 kilometer väster om Myall Lakes National Park. Genomsnittlig årsnederbörd är 1 554 millimeter. Den regnigaste månaden är februari, med i genomsnitt 287 mm nederbörd, och den torraste är oktober, med 44 mm nederbörd.